# پوینت آو اینکوایری
پوینت آو اینکوایری (به انگلیسی: Point of Inquiry) برنامه رادیویی و پادکستی از مرکز جستار نیویورک است، که اندیشکده‌ای برای ترویج علم، خرد و ارزش‌های سکولار در زمینه سیاست‌های عمومی در سطح عمومی است. پوینت آو اینکوایری در سال ۲۰۰۵ کار خود را آغاز کرد و از آن زمان به طور پیوسته جز بهترین پادکست‌های علمی آی‌تیونز بوده‌است. این پادکست توسط مهمانان برنامه دارای کیفیت بالا توصیف شده‌است. از جمله مهمانان برنامه تاکنون، نویسندگان، دانشمندان و روشنفکران عمومی در زمینه فلسفه، علم، دین، شک‌گرایی علمی، شبه علم، اخلاق‌شناسی سکولار و غیره با افرادی همچون؛ نیل دیگرس تایسون، ریچارد داوکینز، برایان گرین، پاول کروگمن و تمپل گراندین بوده‌است.
آی‌تیونز ۳۰۰ برنامه پوینت آو اینکوایری که هر کدام بین ۳۰ تا ۳۵ دقیقه هستند فهرست کرده‌است. این برنامه در مقر سنتر فور اینکوئری در امهرست، نیویورک توسط آدام آیزاک تهیه می‌شود.

## راهنمای اپیزدهای محبوب
| مهمان            | موضوع                           | تاریخ پخش      |
| ---------------- | ------------------------------- | -------------- |
| استیون پینکر     | کاهش خشونت                      | ۲۰ آوریل ۲۰۱۳  |
| پل کروگمن        | علم و شبه علم در اقتصاد         | ۲۸ ژانویه ۲۰۰۳ |
| تمپل گراندین     | علم رفاه حیوانات دام            | ۲۷ اوت ۲۰۱۲    |
| کارا سانتا ماریا | با ما نردی صحبت کنید            | ۱۱ ژوئن ۲۰۱۲   |
| لاورنس کراوس     | جهانی از هیچ                    | ۶ فوریه ۲۰۱۲   |
| برایان گرین      | ساخت کیهان                      | ۲ ژانویه ۲۰۱۲  |
| دنیل دنت         | مطالعه علمی دین                 | ۱۲ دسامبر ۲۰۱۱ |
| نیل دگرس تایسون  | ارتباط برقرار کردن علم          | ۲۸ فوریه ۲۰۱۱  |
| آدام سویج        | شک‌گرایی                         | ۹ ژوئیه ۲۰۱۰   |
| لاورنس کراوس     | اغوا برای علم                   | ۲۸ دسامبر ۲۰۰۷ |
| پاول کورتز       | اخلاقیات برای بی‌دین‌ها           | ۲۱ دسامبر ۲۰۰۷ |
| ریچارد داوکینز   | علم و بی‌خدایی نو                | ۷ دسامبر ۲۰۰۷  |
| نیل دگرس تایسون  | ارتباط برقرار کردن علم با جامعه | ۱۶ نوامبر ۲۰۰۷ |
| استیون پینکر     | ماده فکر                        | ۲۶ اکتبر ۲۰۰۷  |
| فرانسیس کالینز   | زبان خدا                        | ۳۱ اوت ۲۰۰۷    |
| اوفلیا بنسون     | چرا واقعیت مهم است              | ۲۰ ژوئیه ۲۰۰۷  |
| کریستوفر هیچنز   | خدا بزرگ نیست                   | ۶ ژوئیه ۲۰۰۷   |
| استیون پینکر     | روان‌شناسی فرگشتی و طبیعت انسان  | ۲۳ فوریه ۲۰۰۷  |
| پیتر سینگر       | نوعی که می‌خوریم                 | ۹ فوریه ۲۰۰۷   |
| نیل دگرس تایسون  | مرگ سیاه‌چاله                    | ۲۵ ژانویه ۲۰۰۷ |
| سوزان بلک‌مور     | در جستجوی روشنی                 | ۱۵ دسامبر ۲۰۰۶ |
| ریچارد داوکینز   | توهم خدا                        | ۱۶ اکتبر ۲۰۰۶  |
| سم هریس          | نامه‌ای به ملت مسیحی             | ۶ اکتبر ۲۰۰۶   |
| نیل دگرس تایسون  | آسمان محدودیت ما نیست           | ۱۷ اوت ۲۰۰۶    |
| جیمز رندی        | علم، جادو و آینده شک‌گرایی       | ۳۰ ژوئن ۲۰۰۶   |
| سم هریس          | خطرهای مهلک دین                 | ۱۴ آوریل ۲۰۰۶  |
| سم هریس          | پایان ایمان                     | ۷ آوریل ۲۰۰۶   |
| دنیل دنت         | شکستن طلسم                      | ۳ مارس ۲۰۰۶    |
| ریچارد داوکینز   | ریشه همه شر؟                    | ۱۰ فوریه ۲۰۰۶  |

فهرست کامل اپیزدها در آی‌تیونز قابل دسترسی است.